# La Plaine-des-Palmistes
Ne doit pas être confondu avec Plaine des Palmistes.
La Plaine-des-Palmistes est une commune française de l'île de La Réunion.
La commune est située dans un espace plat et légèrement incliné entre deux massifs volcaniques, au centre de l'île ; elle est desservie par une route majeure, la seule transversale et non littorale, reliant Saint-Benoît à Saint-Pierre.

## Géographie

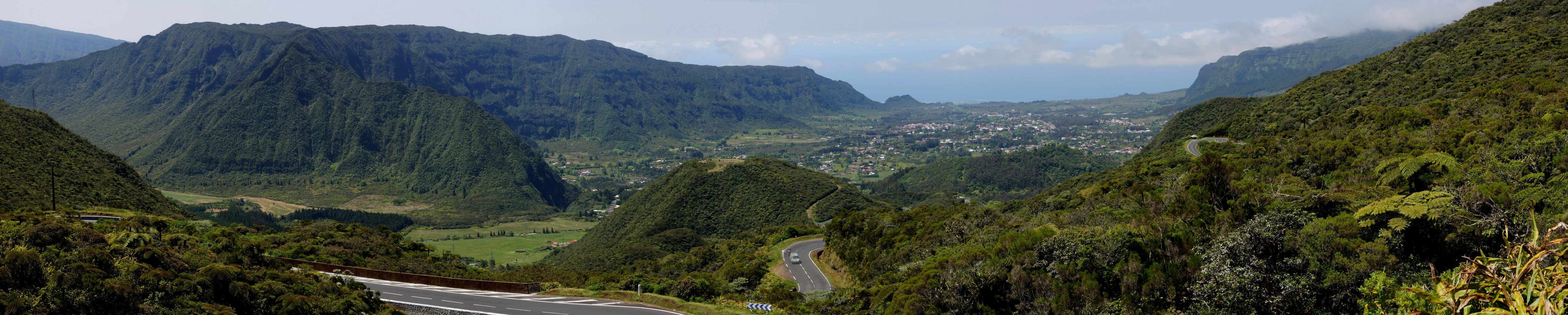
Panorama de La Plaine-des-Palmistes depuis le col de Bellevue

### Localisation
La Plaine-des-Palmistes est une commune située sur l'île de La Réunion, un département d'outre-mer français situé dans le Sud-Ouest de l'océan Indien. Elle est positionnée dans un espace plan au centre de l'île, le couloir intervolcanique entre le massif du Piton des Neiges et le volcan actif du piton de la Fournaise. Dans le vocabulaire réunionnais, on dit que la commune est située dans « Les Hauts ».
À vol d'oiseau, la localité est distante de 35 km de la sous-préfecture (Saint-Pierre) et à 55 km de la préfecture (Saint-Denis). La capitale nationale, Paris, est à 9 410 km.
| Saint-Benoît | Saint-Benoît            | Saint-Benoît |
| Le Tampon    | La Plaine-des-Palmistes | Sainte-Rose  |
| Le Tampon    | Le Tampon               | Sainte-Rose  |

### Topographie
La zone où se concentrent les habitations est en légère pente vers la mer. Du sud-ouest au nord-est de la zone habitée, l'altitude passe de 1 200 m à 925 m.
Cet espace peu contraignant est circonscrit par de fortes pentes, voire des remparts dans la partie nord.
- Piton des Songes
- Petite Plaine
- Gros Piton Rond
- Piton Textor
- Piton de l'Eau

### Géologie
La Plaine-des-Palmistes s'est formée par effondrement, à partir d'un système de cassures bordières, disposées en fer à cheval, ouvert vers le nord-est. Il a affecté tout le nord-est de la Plaine des Cafres, dont les laves, descendant du sud-ouest, sont venues buter sur le plateau de l'îlet Patience.
Le plateau de la Plaine-des-Palmistes est constitué de laves et de scories relativement récentes.

### Hydrographie
- Ravine Sèche
- Ravine des Orangers
- Ravine du Petit Saint-Pierre
- Ravine Saint-François

### Climat
Quoi que le climat de l'île soit de type tropical humide, La Plaine-des-Palmistes vit sous un climat plus spécifique ; l'altitude induit des températures plus fraîches qu'en zone littorale. Le vent souffle plus facilement dans le couloir entre les deux volcans que partout ailleurs dans l'île. Elle tombe dans la catégorie de climat tempéré d'altitude (Cfb) dans la classification de Köppen.
La pluviométrie annuelle y dépasse régulièrement 5 000 mm.
| Mois                              | jan.  | fév.  | mars  | avril | mai   | juin  | jui.  | août  | sep.  | oct.  | nov.  | déc.  | année |
| --------------------------------- | ----- | ----- | ----- | ----- | ----- | ----- | ----- | ----- | ----- | ----- | ----- | ----- | ----- |
| Température minimale moyenne (°C) | 15,9  | 16,4  | 15,7  | 14,4  | 12,6  | 10,5  | 9,7   | 9,5   | 9,9   | 11    | 12    | 14    | 12,7  |
| Température maximale moyenne (°C) | 23,7  | 23,8  | 23,3  | 22,6  | 20,9  | 19,1  | 17,9  | 17,7  | 18,3  | 19,2  | 20,8  | 22,5  | 20,8  |
| Ensoleillement (MJ/m²)            | 15,79 | 16,78 | 15,12 | 14,23 | 12,66 | 12,07 | 12,32 | 13,45 | 15,44 | 16,26 | 17,32 | 17,36 | 14,9  |
| Précipitations (mm)               | 728   | 998   | 693   | 390   | 274   | 203   | 173   | 194   | 182   | 157   | 182   | 398   | 4 571 |

| Diagramme climatique                                  |             |             |             |             |             |            |            |            |           |           |           |
| J                                                     | F           | M           | A           | M           | J           | J          | A          | S          | O         | N         | D         |
| 23,715,9728                                           | 23,816,4998 | 23,315,7693 | 22,614,4390 | 20,912,6274 | 19,110,5203 | 17,99,7173 | 17,79,5194 | 18,39,9182 | 19,211157 | 20,812182 | 22,514398 |
| Moyennes : • Temp. maxi et mini °C • Précipitation mm |             |             |             |             |             |            |            |            |           |           |           |

## Urbanisme

### Typologie
La Plaine-des-Palmistes est une commune urbaine, car elle fait partie des communes denses ou de densité intermédiaire, au sens de la grille communale de densité de l'Insee,,,. Elle appartient à l'unité urbaine de La Plaine-des-Palmistes, une agglomération intra-départementale regroupant 1 commune et 6 920 habitants en 2022, dont elle est une ville isolée,.
Par ailleurs la commune fait partie de l'aire d'attraction de Saint-Benoît, dont elle est une commune du pôle principal. Cette aire, qui regroupe 3 communes, est catégorisée dans les aires de 50 000 habitants à moins de 200 000 habitants,.

## Histoire
D'après une première version, toute cette région aurait appartenu avant 1800 à un sieur Chabrier. Puis elle serait devenue, par voie d'échange, la propriété de Hubert de Montfleury qui aurait fait graver dans le lit de la Ravine Sèche une pierre commémorative avec le millésime 1801. Une autre version tirée d'un opuscule de Textor de Ravisi donne une genèse différente : concession en 1749 à un sieur Letort d'un domaine compris entre la Ravine Sèche et la Ravine Saint-François ; entreprise sous sa direction en 1752, de la construction du chemin de la Plaine ; vente le 31 août 1774 par Letort à Desforges de sa concession, laquelle sera de nouveau vendue le 29 novembre 1787 à Pierre Gruchet et c'est la veuve de ce dernier, qui le 12 août 1794, cédera les acquêts Letort à Hubert de Montfleury, Joseph Cavalier Dubousquet et Villeneuve Champierre.
En 1830, un ancien militaire Fleury, sa compagne Alexandrine et un Noir de Hubert de Montfleury s'établissent le long du chemin. Ils sont rejoints l'année suivante par quatre colons de Saint-Pierre, François Collet, Rochetaing, Bazonne et Monvert Gazet, bientôt suivis par Colognon, la famille Guérin et quelques autres.
En 1834, une commission présidée par Patu de Rosemont explore les deux plaines et fait classer le chemin parmi les routes coloniales.
En 1841 eut lieu la construction des nouvelles rampes Letort et en 1847, l'édification du poste militaire de Sainte-Agathe est ordonnée par le gouverneur Graëb. C'est Textor de Ravisi qui sera chargé de cette mission.
Le 4 novembre 1851 est promulgué l'arrêté fondamental qui établit la concession et la colonisation des deux plaines. Cet arrêté du gouverneur Doret prévoyait des déchéances en cas de non occupation, de non construction de maison, etc. et il prévoyait en outre que les trois quarts des terres concédées devaient être consacrées à la culture de graines, fruits et racines alimentaires. Par arrêté en date du 28 août 1865, le gouverneur Dupré accordait les premiers titres définitifs. Deux nouveaux arrêtés du 4 janvier et du 17 mai 1869 du même gouverneur procédaient à un certain nombre de substitutions, tandis que par arrêté du 13 octobre 1871, le gouverneur de Lormel prononçait la déchéance de divers concessionnaires.
En 1857 eut lieu la transformation de l'église dédiée à sainte Agathe en église paroissiale et le 26 août 1859, l'élévation de la Plaine-des-Palmistes en agence municipale. Le cimetière fut créé en 1870 et un arrêté du 12 novembre 1870 fixa à 20 francs le prix du mètre carré. La Plaine-des-Palmistes devint commune en 1899.
Les sources du Bras Cabot furent découvertes en 1870 par Josémont Lauret. Les eaux furent étudiées par le docteur Eugène Jacob de Cordemoy et le conseil général vota un crédit pour l'ouverture d'une piste.

## Politique et administration

### Rattachements administratifs et électoraux
La Plaine-des-Palmistes appartient à l’arrondissement de Saint-Benoît et au canton de Saint-Benoît-1 depuis le redécoupage cantonal de 2014. Avant cette date, elle était le chef-lieu du canton de La Plaine-des-Palmistes.
Pour l’élection des députés, la commune fait partie de la cinquième circonscription de La Réunion, représentée depuis 2017 par Jean-Hugues Ratenon (RÉ974/LFI).

### Intercommunalité
Avec cinq autres communes (Bras-Panon, Saint-André, Saint-Benoît, Sainte-Rose et Salazie), La Plaine-des-Palmistes appartient à la communauté intercommunale Réunion Est (CIREST). Elle compte 126 807 habitants en 2016 selon les données légales de l'INSEE.

### Liste des maires
La municipalité est dotée d'un plan local d'urbanisme (PLU) validé (en cours de mise à jour[Quand ?]) ainsi que d'un plan d'occupation des sols (POS) depuis 2004,. La commune n'est incluse dans aucun document intercommunal, elle conserve donc l'intégralité de ses prérogatives sur son territoire. Mais cela va à l'encontre des logiques de mutualisation et de simplification de l'enchevêtrement administratif français, souvent comparé à un mille-feuille.

### Tendances politiques et résultats

#### Élections législatives
- Élections législatives de 2017 (2d tour) :
53,43 % pour Jean-Hugues Ratenon (RÉ974), 46,57 % pour Daniel Gonthier (LR), 37,66 % de participation[17].

#### Élections cantonales et départementales
- Élections départementales de 2015 (2d tour) :
70,80 % pour le binôme Marc Luc Boyer - Sabrina Ramin (LR - DVD), 29,20 % pour le binôme Daniel Huet - Mélissa Mogalia (PS), 60,02 % de participation.

## Population et société

### Démographie

#### Évolution démographique
L'évolution du nombre d'habitants est connue à travers les recensements de la population effectués dans la commune depuis 1961, premier recensement postérieur à la départementalisation de 1946. À partir de 2006, les populations de référence des communes sont publiées annuellement par l'Insee. Le recensement repose désormais sur une collecte d'information annuelle, concernant successivement tous les territoires communaux au cours d'une période de cinq ans. Pour les communes de moins de 10 000 habitants, une enquête de recensement portant sur toute la population est réalisée tous les cinq ans, les populations de référence des années intermédiaires étant quant à elles estimées par interpolation ou extrapolation. Pour la commune, le premier recensement exhaustif entrant dans le cadre du nouveau dispositif a été réalisé en 2006.

En 2022, la commune comptait 6 920 habitants, en évolution de +8,21 % par rapport à 2016 (La Réunion : +3,33 %, France hors Mayotte : +2,11 %).
| 1961  | 1967  | 1974  | 1982  | 1990  | 1999  | 2006  | 2011  | 2016  |
| ----- | ----- | ----- | ----- | ----- | ----- | ----- | ----- | ----- |
| 1 981 | 2 304 | 2 062 | 2 020 | 2 676 | 3 434 | 4 518 | 5 354 | 6 395 |

| 2021  | 2022  | - | - | - | - | - | - | - |
| ----- | ----- | - | - | - | - | - | - | - |
| 6 821 | 6 920 | - | - | - | - | - | - | - |

#### Pyramide des âges
La population de la commune est relativement jeune.
En 2018, le taux de personnes d'un âge inférieur à 30 ans s'élève à 45,0 %, soit au-dessus de la moyenne départementale (42,6 %). À l'inverse, le taux de personnes d'âge supérieur à 60 ans est de 16,0 % la même année, alors qu'il est de 17,0 % au niveau départemental.
En 2018, la commune comptait 3 225 hommes pour 3 343 femmes, soit un taux de 50,90 % de femmes, légèrement inférieur au taux départemental (52,00 %).
Les pyramides des âges de la commune et du département s'établissent comme suit.
| Hommes | Classe d’âge | Femmes |
| ------ | ------------ | ------ |
| 0,1    | 90 ou +      | 0,6    |
| 3,2    | 75-89 ans    | 4,8    |
| 11,3   | 60-74 ans    | 12,1   |
| 20,1   | 45-59 ans    | 19,3   |
| 17,9   | 30-44 ans    | 20,5   |
| 19,4   | 15-29 ans    | 16,2   |
| 28,0   | 0-14 ans     | 26,4   |

| Hommes | Classe d’âge | Femmes |
| ------ | ------------ | ------ |
| 0,3    | 90 ou +      | 0,7    |
| 4      | 75-89 ans    | 5,3    |
| 13,4   | 60-74 ans    | 13,5   |
| 21,2   | 45-59 ans    | 21     |
| 18,1   | 30-44 ans    | 19,8   |
| 19,7   | 15-29 ans    | 18,7   |
| 23,4   | 0-14 ans     | 20,9   |

| Personnes par ménage (2006) | 1      | 2      | 3      | 4      | 5     | 6 ou plus |
| --------------------------- | ------ | ------ | ------ | ------ | ----- | --------- |
| La Plaine-des-Palmistes     | 18,8 % | 29,8 % | 19,9 % | 18 %   | 9,2 % | 4,3 %     |
| Marseille                   | 38 %   | 29,2 % | 15,1 % | 10,9 % | 4,1 % | 2,6 %     |
| Paris                       | 52,4 % | 25,9 % | 10,5 % | 7,1 %  | 2,7 % | 1,4 %     |
| Moyenne nationale           | 31,0 % | 31,1 % | 16,2 % | 13,8 % | 5,5 % | 2,4 %     |
| Sources des données : INSEE |        |        |        |        |       |           |

### Enseignement
La commune bénéficie de quatre établissements scolaires publics permettant de suivre une scolarité sur place jusqu'au collège : l'école maternelle les Myosotis, les écoles élémentaires Claire-Hénou et Zulmé-Pinot ; ainsi que le collège Gaston-Crochet. L'école maternelle accueille[Quand ?] 285 élèves, l'école élémentaire 561 et le collège 400. En outre, il existe une crèche et un lycée agricole privé (Maison Familiale et Rurale).

### Médias
La Plaine fait l'objet de la couverture médiatique de la presse quotidienne régionale : le Journal de l'île, Le Quotidien de La Réunion et Témoignages, édition du Parti communiste réunionnais. Elle reçoit la majorité des radios de La Réunion, ainsi que les chaînes de télévision locales, nationales ou étrangères, par voie hertzienne, terrestre ou via Internet.

### Cultes
La commune compte plusieurs lieux de culte : entre autres l'église paroissiale Sainte-Agathe en centre-ville ; une église Évangélique, ou encore la Chapelle Sainte-Famille, pittoresque et située au bord d'un chemin forestier à Bélouve.

## Économie
En 2009, la population âgée de 15 à 64 ans s'élevait à 3 271 personnes, parmi lesquelles on comptait 67,1 % d'actifs dont 44,9 % ayant un emploi et 22,5 % de chômeurs. On comptait 865 emplois dans la zone d'emploi en 2010. Le nombre d'actifs ayant un emploi résidant dans la zone d'emploi étant de 1 440, l'indicateur de concentration d'emploi est de 60 %, ce qui signifie que la zone d'emploi offre un peu plus d'un emploi pour deux habitants actifs. 43,3 % des habitants travaillaient dans la commune et donc 56,7 % dans une autre commune de l'île.
| Taxe                                                | part communale | Part intercommunale | Part départementale | Part régionale |
| --------------------------------------------------- | -------------- | ------------------- | ------------------- | -------------- |
| Taxe d'habitation (TH)                              | 15,8 %         | ―                   | 5,9 %               | ―              |
| Taxe foncière sur les propriétés bâties (TFPB)      | 32,59%         | ―                   | 8,39 %              | ―              |
| Taxe foncière sur les propriétés non bâties (TFPNB) | 40,3%          | ―                   | 30,14%              | ―              |

## Culture locale et patrimoine
La commune organise chaque année en juin une fête autour du goyavier et des produits laitiers.

### Lieux et monuments
- L'hôtel de ville

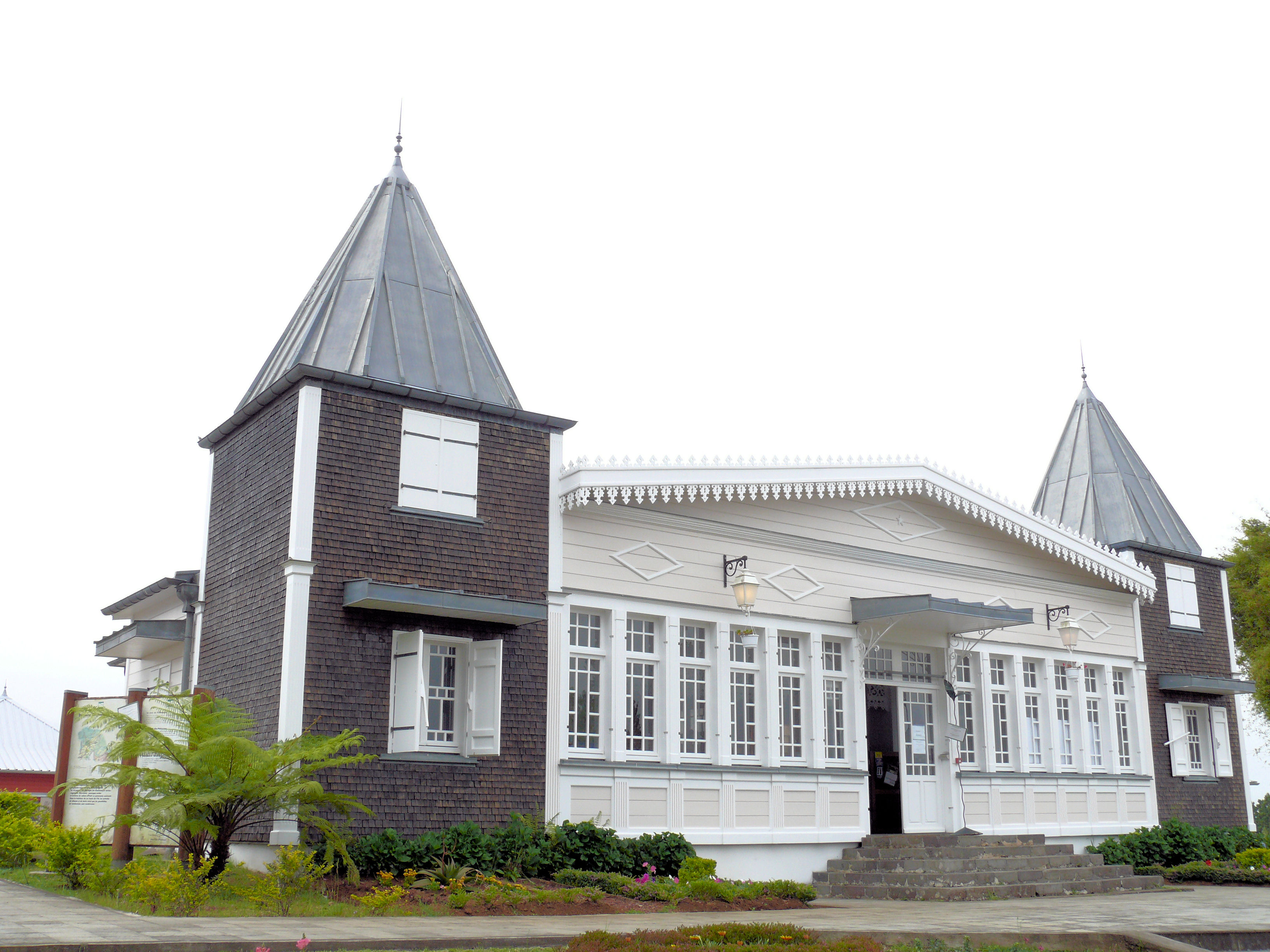
Case de Villeneuve
ou villa des Tourelles.

- Le domaine des Tourelles et son centre artisanal
- Le piton des Songes, couronné par une croix monumentale, site d'un pèlerinage catholique
- La cascade Biberon accessible par un sentier (10 min de marche)
- Église Sainte-Agathe de La Plaine-des-Palmistes. Elle est inscrite à l'Inventaire général du patrimoine culturel[27]. L'église est dédiée à sainte Agathe.
- Chapelle de l'Immaculée-Conception de Bras-des-Calumets. La chapelle est dédiée à l'Immaculée Conception.
- Chapelle Notre-Dame-de-la-Sainte-Famille de la Petite Plaine. La chapelle est dédiée à Notre-Dame de la Sainte Famille.
- La caverne des Fées
- La Pandanaie (inscrite au Patrimoine Mondial de l'UNESCO)
- La Maison du Parc national de La Réunion[28].

### Héraldique
Sa devise est : « Le travail est ma loi ».